# Norma Waterson
Norma Waterson (Kingston upon Hull (Yorkshire), 15 augustus 1939 - 30 januari 2022) was een Brits folkmuzikante.
Zij vormde met haar familie, broer Michael (Mike), zuster Elaine (Lal) Waterson en hun neef John Harrison de bekende Engelse zanggroep The Watersons. Beide kanten van haar familie waren muzikaal, vader speelde gitaar en moeder piano. Gedeeltelijk van Ierse Travellers afkomst kwamen zij tot hun interesse voor volksmuziek via jazz en skiffle. Zij vormden eerst een groep The Mariners genaamd en speelden een tijdje in koffiehuizen. Voor zij hun familienaam gebruikten traden zij nog op onder de naam The Folksongs.
Hun eerste album kwam uit in 1965 onder de titel Frost and Fire. In 1968 viel de groep uit elkaar en Norma verliet Engeland en ging werken als diskjockey bij het radiostation van Montserrat in West-Indië. Vier jaar later kwam de familie weer bij elkaar. In plaats van John Harrison kwam Bernie Vickers bij de groep en in 1972 kwam Martin Carthy erbij en maakte er weer een familie van door met Norma te trouwen. In het begin van de jaren negentig ontstonden allerlei albums. Toen ook deze formatie weer ontbonden werd vormden Norma, Martin en hun dochter Eliza Carthy de formatie Waterson:Carthy.

## Discografie
Dochter Eliza Carthy
- Rough Music 2005
- The Definitive Collection 2003
- Anglicana 2002
- Angels & Cigarettes 2000
- Red 1998
- Rice 1998
- Eliza Carthy and The Kings of Calicutt 1997
- Heat Light & Sound 1996

Eliza Carthy & Nancy Kerr
- On Reflection 2002
- Shape of Scrape 1995
- Eliza Carthy & Nancy Kerr 1993

Lal & Norma Waterson
- A True Hearted Girl 1977

Martin Green & Eliza Carthy
- Dinner 2001

Norma Waterson
- Bright Shiny Morning 2000
- The Very Thought of You 1999
- Norma Waterson 1996

The Watersons
- A Yorkshire Christmas 2005
- Mighty River of Song 2004
- The Definitive Collection 2003
- Reflections 1998
- Early Days 1994
- Green Fields 1981
- Sound, Sound Your Instruments of Joy 1977
- For Pence and Spicy Ale 1975
- The Watersons 1966
- A Yorkshire Garland 1966
- Frost and Fire : A Calendar of Ceremonial Folk Songs 1965

Waterson:Carthy
- Fishes & Fine Yellow Sand 2004
- A Dark Light 2002
- Broken Ground 1999
- Common Tongue 1996
- Waterson:Carthy 1994

- Bibliothèque nationale de France: cb14238067w (data)
- International Standard Name Identifier: 0000 0000 5516 0483
- Library of Congress Control Number: no00003250
- MusicBrainz: ffe1207b-e6ea-40d3-a16b-20de2c012216
- Système universitaire de documentation: 260081507
- Virtual International Authority File: 12517779
- WorldCat: E39PBJwMB3t6tRR9YQJvrPFR8C